# Besszacu Friend
A Besszacu Friend (別冊フレンド besszacu furendo, az interneten gyakran Bessatsu Friend ) a tizenéves lányokat megcélzó japán sódzso mangamagazin. A Kodansha adja ki, először 1965 márciusában jelent meg. Célközönsége a felső középiskolás lányok, de a korábbi generációk mostanra fölnőtt olvasói közül is számosat megtart. Eredetileg a mára megszűnt Sódzso Friend besszacuja, társmagazinja volt. A Besszacu Friend gyakran használt rövidített neve a Becufure (別フレ, Betsufure).

## Külső link
- (japán) Betsufure.net - a Besszacu Friend hivatalos oldala